# ديمتريوس جونسون
ديميتريوس خريسنا جونسون (بالإنجليزية: Demetrious Khrisna Johnson؛ مواليد 13 أغسطس 1986) هو مُقاتل فنون قتالية مختلطة أمريكي سابق. نافس في يو إف سي، حيث كان بطل يو إف سي لوزن الذبابة (125 رطلاً) الافتتاحي مع 11 دفاعًا عن اللقب. نافس جونسون مؤخرًا في بطولة ون، حيث كان بطل ون لوزن الذبابة (135 رطلاً). كما يحمل الرقم القياسي لأكبر عدد من الإنهاءات في تاريخ وزن الذبابة في يو إف سي بسبعة. يُنظر إلى جونسون على نطاق واسع باعتباره أحد أعظم مقاتلي فنون القتال المختلطة على الإطلاق.
أطلق موقع إي إس بي إن وإس بي نايشن والعديد من موظفي يو إف سي على جونسون لقب أحد أعظم مُقاتل فنون قتالية مختلطة في العالم. وقد أشار الكثيرون إلى جونسون على أنه «أعظم مقاتل في فنون قتالية مختلطة في وزن الذبابة (125 رطلاً) على الإطلاق». برصيد 25 فوزًا و4 خسائر في فنون القتال المختلطة الاحترافية، أو 35 فوزًا و4 خسائر. كما حصل على ألقاب وانتصارات بارزة في وزن 135 رطلاً، على الرغم من أنه تكبد أيضًا 3 خسائر في هذه الفئة.

## مسيرته في فنون القتال المختلطة

### بطولة ون
أعلن جونسون اعتزاله الرياضة في 6 سبتمبر 2024، في حدث ون 168. بعد خطاب اعتزاله، أعلن الرئيس التنفيذي لون، تشاتري سيتيودتونج، أن جونسون كان أول من تم ضمه إلى قاعة مشاهير ون.

## مسيرته في مصارعة الإخضاع
دخل جونسون بطولة العالم من الاتحاد البرازيلي الدولي للجوجيتسو في 31 أغسطس 2023، حيث سيتنافس في فئة وزن الريشة للحزام البني ماستر 2.

## حياته الشخصية
عاش جونسون طفولة قاسية. قامت والدته الصماء وزوج أمه المسيء بتربيته. ولم يلتق جونسون بوالده البيولوجي قط، «لم أر قط صورة له، ولا لمحة، ولا شيء». الشيء الرئيسي الذي ساعده على تجاوز ماضيه هو زوجته، ديستني جونسون. يقول «إنها أفضل شيء حدث لي وبدونها لن تكتمل الحياة». تزوجا في 11 مايو 2012 في هاواي. لديهم ولدان: تايرون المولود في عام 2013، ومافريك المولود في 15 أبريل 2015، وابنة ولدت في أغسطس 2018.
يعد جونسون لاعبًا متحمسًا ويقوم ببث ألعابه عبر تويتش باستخدام اسم المستخدم Mightygaming.

## البطولات والإنجازات

### فنون القتال المختلطة
- بطولة ون
  - بطولة ون لوزن الذبابة (مرة واحدة، الحالي)
    - دفاع واحد ناجح عن اللقب

  - بطل الجائزة الكبرى العالمي لوزن الذبابة 2019
  - أداء الليلة (مرة واحدة) ضد أدريانو مورايس[23]
  - أفضل ضربة قاضية في فنون القتال المختلطة للعام 2022 ضد أدريانو مورايس في ون على برايم فيديو 1[24]
- يو إف سي
  - بطولة يو إف سي لوزن الذبابة (مرة واحدة، الافتتاحية)
    - أحد عشر دفاعًا ناجحًا عن اللقب
      - أكثر مقاتل حقق دفاعات ناجحة عن اللقب في تاريخ يو إف سي (11)
      - أكثر مقاتل حقق دفاعات عن اللقب متتالية في فئة وزن الذبابة في يو إف سي (11)
      - أكثر مقاتل حقق دفاعات عن اللقب متتالية في تاريخ يو إف سي (11)

    - الأكثر فوزا على نزالات اللقب في وزن الذبابة في يو إف سي (12)
    - ثالث أكثر فوزا في نزالات اللقب يو إف سي (12)
    - أكثر مقاتل قاتل عن اللقب في وزن الذبابة في يو إف سي (13)
    - بالشراكة مع (جون جونز) ثالث أكثر مقاتل شارك في نزالات اللقب في يو إف سي (7)
    - بالشراكة مع (جون جونز) الأكثر إخضاعا في نزالات اللقب في يو إف سي (4)

  - الفائز ببطولة يو إف سي لوزن الذبابة
  - قتال الليلة (ثلاث مرات) ضد إيان ماكول، جون دودسون، وهنري سيجودو[25][26][27]
  - أفضل ضربة قاضية في الليلة (مرة واحدة) ضد جوزيف بينافيدز[28]
  - أفضل إخضاع في الليلة (مرة واحدة) ضد جون موراجا[29]
  - أداء الليلة (أربع مرات) ضد كيوجي هوريجوتشي، وهنري سيجودو، وويلسون ريس، وراي بورغ[30][31][32][33]
    - ثاني أكثر مقاتل في قائمة يو إف سي يُمنح الجوائز الإضافية في جميع الفئات الأربع (جوائز أفضل نزال، وضربة قاضية، أداء، وإخضاع لليلة)
    - أكثر من حقق مكافآت ما بعد القتال في تاريخ فئة وزن الذبابة في يو إف سي (9)[34]

  - أكثر مقاتل حقق انتصارات متتالية في تاريخ فئة وزن الذبابة في يو إف سي (13)
  - بالشراكة مع (جوزيف بينافيدز) أكثر من حقق الانتصارات في تاريخ فئة وزن الذبابة في يو إف سي (13)[34]
  - بالشراكة مع (ديفسون فيغيريدو) أكثر من فاز بالإنهاء في تاريخ فئة وزن الذبابة في يو إف سي (7)[34]
  - أكثر من انتصر بالإخضاع في تاريخ فئة وزن الذبابة في يو إف سي (5)[34]
  - أكبر وقت قتال إجمالي في تاريخ فئة وزن الذبابة في يو إف سي (4:39:12)[34]
  - أطول متوسط وقت قتال في تاريخ فئة وزن الذبابة في يو إف سي (18:37)[34]
  - أطول وقت تحكم في تاريخ فئة وزن الذبابة في يو إف سي (1:26:54)[34]
  - أكثر من سدد الضربات المهمة في تاريخ فئة وزن الذبابة في يو إف سي (1059)[34]
  - أعلى نسبة ضرب في تاريخ فئة وزن الذبابة في يو إف سي (57.2%)[34]
  - أكبر فارق في الضربات المؤثرة في تاريخ فئة وزن الذبابة في يو إف سي (2.01)[34]
  - أعلى نسبة دفاع عن الهجوم في تاريخ فئة وزن الذبابة في يو إف سي (68.4%)[34]
  - ثاني أقل عدد من الضربات التي يتم استيعابها في الدقيقة في تاريخ فئة وزن الذبابة في يو إف سي (1.78)[34]
  - ثاني أكبر عدد من الضربات التي تم تسجيلها في تاريخ فئة وزن الذبابة في يو إف سي (1678)[34]
  - بالشراكة مع (تيم إليوت) أكثر من نفد عمليات إسقاط في تاريخ فئة وزن الذبابة في يو إف سي (58)[34]
  - بالشراكة مع (براندون مورينو) رابع أكبر عدد من النزالات في تاريخ فئة وزن الذبابة في يو إف سي (15)[34]
  - ثاني أطول متوسط وقت قتال في تاريخ يو إف سي (18:34)[35]
- إم إم إيه جونكي
  - أفضل إخضاع شهر أبريل 2015  ضد كيوجي هوريجوتشي[36]
  - أفضل ضربة قاضية لشهر أغسطس 2022 ضد أدريانو مورايس[37]
- داخل إم إم إيه
  - أفضل مقاتل سطع نجمه لعام 2012
- شيردوغ
  - فريق كل العنف الأول 2013[38]
  - 2017 إخضاع العام ضد راي بورغ[39]
  - المقاتل رقم في الحالي في جميع الأوزان
- جائزة إيسبي
  - مقاتل العام 2017[40]
- فوكس سبورت.كوم
  - أفضل مقاتل لعام 2013[41]
- فايت ماتريكس
  - أفضل مقاتل لعام 2013[42]
- إم إم إيه مانيا.كوم
  - يو إف سي/إم إم إيه 'مقاتل العام' 2017 – أعلى 5 قائمة رقم 3[43]
  - يو إف سي/إم إم إيه 'إخضاع العام' 2017 – أعلى 5 قائمة رقم 1 ضد راي بورغ[44]
- بليتشير روبورت
  - أفضل مقاتل لعام 2017[45]
  - 2017 إخضاع العام ضد راي بورغ[45]
- إي إس بي إن
  - 2017 إخضاع العام ضد راي بورغ[46]
- بونديت أرينا
  - 2017 إخضاع العام ضد راي بورغ[47]
- إم إم إيه فايتينغ
  - 2017 إخضاع العام ضد راي بورغ[48]
- الكوع الدامي
  - 2017 إخضاع العام ضد راي بورغ[49]
  - أفضل مقاتل لعام 2017[49]
- نشرة ريسلينغ أوبزرفر الإعلامية
  - المقاتل الأكثر تميزًا لعام 2017
- جوائز فنون القتال المختلطة العالمية
  - 2017 إخضاع العام ضد راي بورغ في يو إف سي 216[50]

## سجل فنون القتال المختلطة
| السجل المهني |        |         |
| 30 نزال      | 25 فوز | 4 خسارة |
| ضربة قاضية   | 5      | 1       |
| إخضاع        | 8      | 0       |
| قرار القضاة  | 12     | 3       |
| تعادل        | 1      | 1       |

| النتيجة | السجل  | الخصم           | الطريقة                               | الحدث                                         | التاريخ        | الجولة | الوقت | المكان                                   | الملاحظات |
| ------- | ------ | --------------- | ------------------------------------- | --------------------------------------------- | -------------- | ------ | ----- | ---------------------------------------- | --- |
| فاز     | 25–4–1 | أدريانو مورايس  | قرار القضاة (بالإجماع)                | ون ليلة القتال 10                             | 5 مايو 2023    | 5      | 5:00  | بورمفيلد، كولورادو، الولايات المتحدة     | دافع عن لقب بطولة ون لوزن الذبابة (135 رطل).                                                                                 |
| فاز     | 24–4–1 | أدريانو مورايس  | ضربة قاضية (ركبة طائرة)               | ون على برايم فيديو 1                          | 27 أغسطس 2022  | 4      | 3:50  | كالانغ، سنغافورة                         | فاز بلقب بطولة ون لوزن الذبابة (135 رطل). أداء الليلة.                                                                       |
| خسر     | 23–4–1 | أدريانو مورايس  | ضربة قاضية (بالركبة)                  | ون على تي إن تي 1                             | 7 أبريل 2021   | 2      | 2:24  | كالانغ، سنغافورة                         | على لقب بطولة ون لوزن الذبابة (135 رطل).                                                                                     |
| فاز     | 23–3–1 | داني كينجاد     | قرار القضاة (بالإجماع)                | ون: القرن الجزء الأول                         | 13 أكتوبر 2019 | 3      | 5:00  | طوكيو، اليابان                           | فاز بجائزة ون الكبرى لوزن الذبابة.                                                                                           |
| فاز     | 22–3–1 | تاتسوميتسو وادا | قرار القضاة (بالإجماع)                | ون: فجر الأبطال                               | 2 أغسطس 2019   | 3      | 5:00  | باساي، الفلبين                           | نصف نهائي جائزة ون الكبرى لوزن الذبابة.                                                                                      |
| فاز     | 21–3–1 | يويا واكاماتسو  | إخضاع (خنق المقصلة)                   | ون: عهد جديد                                  | 31 مارس 2019   | 2      | 2:40  | طوكيو، اليابان                           | العودة إلى 135 رطل. ربع نهائي جائزة ون الكبرى لوزن الذبابة.                                                                  |
| خسر     | 20–3–1 | هنري سيجودو     | قرار القضاة (بالانقسام)               | يو إف سي 227                                  | 4 أغسطس 2018   | 5      | 5:00  | لوس أنجلوس، كاليفورنيا، الولايات المتحدة | خسر لقب بطولة يو إف سي لوزن الذبابة. قتال الليلة.                                                                            |
| فاز     | 20–2–1 | راي بورغ        | إخضاع (شريط الذراع)                   | يو إف سي 216                                  | 7 أكتوبر 2017  | 5      | 3:15  | لاس فيغاس، نيفادا، الولايات المتحدة      | دافع عن لقب بطولة يو إف سي لوزن الذبابة. أداء الليلة. حطم الرقم القياسي لأكبر عدد من دفاعات اللقب المتتالية في يو إف سي (11) |
| فاز     | 19–2–1 | ويلسون ريس      | إخضاع (شريط الذراع)                   | يو إف سي على فوكس: جونسون ضد ريس              | 15 أبريل 2017  | 3      | 4:49  | كانساس سيتي، ميزوري، الولايات المتحدة    | دافع عن لقب بطولة يو إف سي لوزن الذبابة. أداء الليلة.                                                                        |
| فاز     | 18–2–1 | تيم إليوت       | قرار القضاة (بالإجماع)                | نهائي المقاتل النهائي: بطولة الأبطال النهائية | 3 ديسمبر 2016  | 5      | 5:00  | لاس فيغاس، نيفادا، الولايات المتحدة      | دافع عن لقب بطولة يو إف سي لوزن الذبابة.                                                                                     |
| فاز     | 17–2–1 | هنري سيجودو     | ضربة فنية قاضية (بالركبتين إلى الجسم) | يو إف سي 197                                  | 23 أبريل 2016  | 1      | 2:49  | لاس فيغاس، نيفادا، الولايات المتحدة      | دافع عن لقب بطولة يو إف سي لوزن الذبابة. أداء الليلة.                                                                        |
| فاز     | 16–2–1 | جون دودسون      | قرار القضاة (بالإجماع)                | يو إف سي 191                                  | 5 سبتمبر 2015  | 5      | 5:00  | لاس فيغاس، نيفادا، الولايات المتحدة      | دافع عن لقب بطولة يو إف سي لوزن الذبابة.                                                                                     |
| فاز     | 15–2–1 | كيوجي هوريجوتشي | إخضاع (شريط الذراع)                   | يو إف سي 186                                  | 25 أبريل 2015  | 5      | 4:59  | مونتريال، كيبك، كندا                     | دافع عن لقب بطولة يو إف سي لوزن الذبابة. أداء الليلة..                                                                       |
| فاز     | 14–2–1 | كريس كارياسو    | إخضاع (كيمورا)                        | يو إف سي 178                                  | 27 سبتمبر 2014 | 2      | 2:29  | لاس فيغاس، نيفادا، الولايات المتحدة      | دافع عن لقب بطولة يو إف سي لوزن الذبابة.                                                                                     |
| فاز     | 13–2–1 | علي باجوتينوف   | قرار القضاة (بالإجماع)                | يو إف سي 174                                  | 14 يونيو 2014  | 5      | 5:00  | فانكوفر، كولومبيا البريطانية، كندا       | دافع عن لقب بطولة يو إف سي لوزن الذبابة. جاءت نتيجة اختبار باجوتينوف إيجابية للإريثروبويتين.                                 |
| فاز     | 12–2–1 | جوزيف بينافيدز  | ضربة قاضية (باللكمات)                 | يو إف سي على فوكس: جونسون ضد بينافيدز 2       | 14 ديسمبر 2013 | 1      | 2:08  | صنرايز، فلوريدا، الولايات المتحدة        | دافع عن لقب بطولة يو إف سي لوزن الذبابة. أفضل ضربة قاضية في الليلة.                                                          |
| فاز     | 11–2–1 | جون موراجا      | إخضاع (شريط الذراع)                   | يو إف سي على فوكس: جونسون ضد مورغان           | 27 يوليو 2013  | 5      | 3:43  | سياتل، واشنطن، الولايات المتحدة          | دافع عن لقب بطولة يو إف سي لوزن الذبابة. أفضل إخضاع في الليلة.                                                               |
| فاز     | 10–2–1 | جون دودسون      | قرار القضاة (بالإجماع)                | يو إف سي على فوكس: جونسون ضد دودسون           | 26 يناير 2013  | 5      | 5:00  | شيكاغو، إلينوي، الولايات المتحدة         | دافع عن لقب بطولة يو إف سي لوزن الذبابة. قتال الليلة.                                                                        |
| فاز     | 9–2–1  | جوزيف بينافيدز  | قرار القضاة (بالانقسام)               | يو إف سي 152                                  | 22 سبتمبر 2012 | 5      | 5:00  | تورونتو، أونتاريو، كندا                  | فاز باللقب الافتتاحي ببطولة يو إف سي لوزن الذبابة. نهائي بطولة يو إف سي لوزن الذبابة                                         |
| فاز     | 8–2–1  | إيان ماكول      | قرار القضاة (بالإجماع)                | يو إف سي على إف إكس: جونسون ضد ماكول 2        | 8 يونيو 2012   | 3      | 5:00  | صنرايز، فلوريدا، الولايات المتحدة        | نصف نهائي بطولة يو إف سي لوزن الذبابة.                                                                                       |
| تعادل   | 7–2–1  | إيان ماكول      | تعادل (بالأغلبية)                     | يو إف سي على إف إكس: ألفيس ضد كامبمان         | 3 مارس 2012    | 3      | 5:00  | سيدني، نيوساوث ويلز، أستراليا            | أول ظهور في وزن الذبابة. نصف نهائي بطولة يو إف سي لوزن الذبابة. قتال الليلة.                                                 |
| خسر     | 7–2    | دومينيك كروز    | قرار القضاة (بالإجماع)                | يو إف سي لايف: كروز ضد جونسون                 | 1 أكتوبر 2011  | 5      | 5:00  | واشنطن العاصمة، الولايات المتحدة         | على لقب بطولة يو إف سي لوزن الديك.                                                                                           |
| فاز     | 7–1    | ميغيل توريس     | قرار القضاة (بالإجماع)                | يو إف سي 130                                  | 28 مايو 2011   | 3      | 5:00  | لاس فيغاس، نيفادا، الولايات المتحدة      | |
| فاز     | 6–1    | كيبون ياماموتو  | قرار القضاة (بالإجماع)                | يو إف سي 126                                  | 5 فبراير 2011  | 3      | 5:00  | لاس فيغاس، نيفادا، الولايات المتحدة      | |
| فاز     | 5–1    | داماسيو بايج    | إخضاع (خنق المقصلة)                   | دبليو إي سي 52                                | 11 نوفمبر 2010 | 3      | 2:27  | لاس فيغاس، نيفادا، الولايات المتحدة      | |
| فاز     | 4–1    | نيك بيس         | قرار القضاة (بالإجماع)                | دبليو إي سي 51                                | 30 سبتمبر 2010 | 3      | 5:00  | بورمفيلد، كولورادو، الولايات المتحدة     | |
| خسر     | 3–1    | براد بيكيت      | قرار القضاة (بالإجماع)                | دبليو إي سي 48                                | 24 أبريل 2010  | 3      | 5:00  | ساكرامنتو، كاليفورنيا، الولايات المتحدة  | |
| فاز     | 3–0    | جيسي بروك       | ضربة قاضية (ركلة للرأس)               | إيه إف سي 68                                  | 10 فبراير 2010 | 1      | 1:06  | أنكوريج، ألاسكا، الولايات المتحدة        | |
| فاز     | 2–0    | مارشال كارلايل  | ضربة فنية قاضية (باللكمات)            | إيه إف سي 67                                  | 13 يناير 2010  | 2      | 0:51  | أنكوريج، ألاسكا، الولايات المتحدة        | |
| فاز     | 1–0    | فرانكي منديز    | إخضاع (خنق خلفي عاري)                 | كيه أو تي سي: مصعوق                           | 15 أغسطس 2009  | 1      | 4:38  | إيفرت، واشنطن، الولايات المتحدة          | |

### سجل الفنون القتالية المختلطة للهواة
| سجل الهواة  |       |       |
| 9 نزال      | 9 فاز | 0 خسر |
| ضربة قاضية  | 2     | 0     |
| إخضاع       | 5     | 0     |
| قرار القضاة | 2     | 0     |

| النتيجة | السجل | الخصم          | الطريقة                    | الحدث                                             | التاريخ        | الجولة | الوقت | المكان                              | الملاحظات |
| ------- | ----- | -------------- | -------------------------- | ------------------------------------------------- | -------------- | ------ | ----- | ----------------------------------- | --------- |
| فاز     | 9–0   | لويس كونتريراس | إخضاع (خنق خلفي عاري)      | المنشأ: صعود الملوك                               | 27 يونيو 2009  | 1      | غ/م   | شورلين، واشنطن، الولايات المتحدة    |           |
| فاز     | 8–0   | لوب هادجنز     | إخضاع (خنق خلفي عاري)      | آر أو تي آر – قعقعة على ريدج                      | 10 يناير 2009  | 3      | 1:07  | سنوكوالمي، واشنطن، الولايات المتحدة |           |
| فاز     | 7–0   | فورست سيبورن   | إخضاع (خنق خلفي عاري)      | المنشأ: الحرب الباردة                             | 6 ديسمبر 2008  | 1      | غ/م   | بالفيو، واشنطن، الولايات المتحدة    |           |
| فاز     | 6–0   | خوسيه جارزا    | إخضاع (شريط الذراع)        | إيه إكس إف سي 22: اخر الرجال الصامدين             | 16 أغسطس 2008  | 2      | 1:56  | لينوود، واشنطن، الولايات المتحدة    |           |
| فاز     | 5–0   | لويس كونتريراس | إخضاع (قفل المفتاح)        | يو إس إيه إم إم إيه: تحدي القتال الشمالي الغربي 6 | 29 مارس 2008   | 1      | غ/م   | تومواتير، واشنطن، الولايات المتحدة  |           |
| فاز     | 4–0   | إريك ألفاريز   | قرار القضاة (بالإجماع)     | إيه إكس إف سي 20: جنون مارس                       | 8 مارس 2008    | 5      | 5:00  | لينوود، واشنطن، الولايات المتحدة    |           |
| فاز     | 3–0   | جيف بورجوا     | قرار القضاة (بالإجماع)     | إيه إكس إف سي 18: فن الحرب                        | 22 سبتمبر 2007 | 3      | 5:00  | لينوود، واشنطن، الولايات المتحدة    |           |
| فاز     | 2–0   | براندون فيلدز  | ضربة قاضية (لكمة)          | إيه إكس إف سي 16: الإبادة                         | 28 أبريل 2007  | 1      | 0:17  | إيفرت، واشنطن، الولايات المتحدة     |           |
| فاز     | 1–0   | أورين أولريش   | ضربة فنية قاضية (باللكمات) | جي إف – مشاجرة في المول 3                         | 29 يوليو 2006  | 1      | 2:29  | أوبورن، واشنطن، الولايات المتحدة    |           |

## نزالات الدفع مقابل المشاهدة
| #  | الحدث        | القتال              | التاريخ        | المكان                              | المدينة                    | المبلغ  |
| -- | ------------ | ------------------- | -------------- | ----------------------------------- | -------------------------- | ------- |
| 1. | يو إف سي 174 | جونسون ضد باجوتينوف | 14 يونيو 2014  | فانكوفر، كولومبيا البريطانية، كندا  | روجرز أرينا                | 115،000 |
| 2. | يو إف سي 178 | جونسون ضد كارياسو   | 27 سبتمبر 2014 | لاس فيغاس، نيفادا، الولايات المتحدة | إم جي إم جراند جاردن أرينا | 205،000 |
| 3. | يو إف سي 186 | جونسون ضد هوريغوتشي | 25 أبريل 2015  | مونتريال، كيبيك، كندا               | مركز بيل                   | 125،000 |
| 4. | يو إف سي 191 | جونسون ضد دودسون 2  | 5 سبتمبر 2015  | لاس فيغاس، نيفادا، الولايات المتحدة | إم جي إم جراند جاردن أرينا | 115،000 |

## سجل القواعد المختلطة
| السجل المهني |       |         |
| 1 نزال       | 1 فوز | 0 خسارة |
| إخضاع        | 1     | 0       |

| النتيجة | السجل | الخصم               | الطريقة                   | الحدث   | التاريخ      | الجولة | الوقت | المكان           | الملاحظات                                                                       |
| ------- | ----- | ------------------- | ------------------------- | ------- | ------------ | ------ | ----- | ---------------- | ------------------------------------------------------------------------------- |
| فاز     | 1–0   | رودتانج جيتموانجنون | إخضاع فني (خنق خلفي عاري) | ون: إكس | 26 مارس 2022 | 2      | 2:13  | كالانغ، سنغافورة | أربع جولات مدتها ثلاث دقائق بالتناوب بين قواعد موياي تاي وفنون القتال المختلطة. |

## الملاحظات
1. ↑  أثناء تنافسه في بطولة ون، نافس جونسون بوزن 135 رطلاً (61.2 كجم). تشير بطولة ون إلى فئة وزنها التي تبلغ 135 رطلاً على أنها وزن الذبابة، ولكن وفقًا لجمعية لجان الملاكمة في الولايات المتحدة، يعتبر 135 رطلاً من وزن الديك.

## وصلات خارجية
- ديمتريوس جونسون على موقع يو إف سي (الإنجليزية)
- ديمتريوس جونسون على موقع شيردوغ (الإنجليزية)
- ديمتريوس جونسون على موقع IMDb (الإنجليزية)